# Josep Escartín Escobar
Josep Escartín Escobar (Barcelona, 1915 - Barcelona, 2 de setembre de 1998) va ser un excursionista i dirigent esportiu català.
Membre del Centre Excursionista de Catalunya i del Club Muntanyenc Barcelonès, es dedicà a l’excursionisme i a l’esquí de muntanya, especialment als Pirineus, els Picos de Europa i altres serres peninsulars. Com a dirigent esportiu, entre els anys 1957 i 1962 fou vicepresident del Club Muntanyenc Barcelonès, entre 1950 i 1963 secretari de la delegació catalana de la Federació Espanyola de Muntanyisme, entre el 1964 i 1969 de la Federació Catalana d'Esquí, i entre el 1970 i principis de la dècada de 1990 de la Federació d'Entitats Excursionistes de Catalunya (FEEC). També formà part del consell de redacció de la revista Vèrtex i el 1989 fou un dels fundadors de Mountain Wilderness, organització no governamental internacional dedicada a la preservació de les àrees de muntanya. L'any 1995 va rebre per part de la Generalitat de Catalunya la medalla de Forjador de la Història Esportiva de Catalunya. També va rebre la medalla de la Federació Espanyola de Muntanyisme i la 1a Ensenya d'Or de la FEEC per la seva extraordinària aportació a l'excursionisme català.